# Xylonymus versteeghii
Xylonymus versteeghii är en benvedsväxtart som beskrevs av Kalkm. Xylonymus versteeghii ingår i släktet Xylonymus och familjen Celastraceae. Inga underarter finns listade.